# Ri'er
Ri'er (kinesiska: 日尔乡, 日尔) är en socken i Kina. Den ligger i provinsen Sichuan, i den sydvästra delen av landet, omkring 150 kilometer väster om provinshuvudstaden Chengdu. Antalet invånare är 3 274. Befolkningen består av 1 540 kvinnor och 1 734 män. Barn under 15 år utgör 17,0 %, vuxna 15-64 år 73 %, och äldre över 65 år 8,0 %.
Genomsnittlig årsnederbörd är 1 225 millimeter. Den regnigaste månaden är juli, med i genomsnitt 227 mm nederbörd, och den torraste är januari, med 14 mm nederbörd.